# Nerisyrenia gracilis
Nerisyrenia gracilis là một loài thực vật có hoa trong họ Cải. Loài này được I.M. Johnst. mô tả khoa học đầu tiên năm 1941.